# Tinatin Kandelaki
Tinatin "Tina" Kandelaki (georgiska: თინათინ კანდელაკი, Tinatin Kandelaki, ryska: Тинати́н (Ти́на) Ги́виевна Кандела́ки, Tinatín (Tína) Gívijevna Kandeláki) född 10 november 1975 i Tbilisi, är en välkänd TV-programledare med georgisk bakgrund på två ryska TV-kanaler, STS och NTV. Kandelaki är delägare till Apostol Media, ett bolag som inriktar sig på två huvudområden: PR-tjänster för större internationella och ryska klienter och TV-produktion för de ledande ryska TV-kanalerna. 
Tinatin föddes till Givi och Elvira Kandelaki. Kandelaki är en forntida georgisk adelssläkt som härstammar från den grekiska ön Kreta. Hennes mor är av armenisk härkomst.
Den 26 november 2006 var Kandelaki med som passagerare i en Enzo Ferrari-olycka i Nice, Frankrike. Föraren var den ryske miljardären Sulejman Kerimov. Medan Kerimov skadades allvarligt ådrog sig Kandelaki endast mindre skador och hon vårdades under en kort tid på sjukhus i Nice.